# Gare des Avins
La gare des Avins est une ancienne gare ferroviaire belge de la ligne 126, de Statte à Ciney située aux Avins, section de la commune de Clavier, dans la province de Liège en Région wallonne.

## Situation ferroviaire
La gare des Avins était située au point kilométrique (PK) 20,0 de la ligne 126, de Statte à Ciney entre les gares de Clavier et de Bormenville.

## Histoire
La section de Modave à Ciney de la ligne concédée à la Société anonyme du chemin de fer Hesbaye-Condroz est mise en service le 1er février 1877 par les Chemins de fer de l'État belge
. La station est située sur le plateau dominant le village.
La SNCB supprime les trains de voyageurs de la ligne le 11 novembre 1962, puis ceux de marchandises en 1973. Les rails sont conservés à titre stratégique mais finalement retirés en 1999. Un coupon de voie est sauvegardé en face du bâtiment de la gare lequel a connu plusieurs occupants depuis sa désaffectation. Un RAVeL a depuis été créé sur l'ancienne ligne de chemin de fer.

## Patrimoine ferroviaire
Comme toutes les gares intermédiaires bâties durant les années 1870 sur les lignes 126 et 127, à l'exception de Huy-Sud, le bâtiment des recettes de la gare des Avins appartient au plan type standard de la compagnie Hesbaye-Condroz lequel se caractérise par trois parties : une aile basse (comptant ici huit travées) pour l'accueil des voyageurs, du guichet et du magasin pour les colis et petites marchandises ; un large corps de logis d'une seule travée latérale et une aile de service de dimensions variables (celle des Avins était rectangulaire avec deux travées et un toit à deux versants). La forme des ailes de service variant d'une gare à l'autre, s'agirait d'ajouts ultérieurs à un bâtiment ne comportant que deux parties (certaines comme Avernas et Havelange en étaient dépourvues). La façade est recouverte d'enduit avec des pilastres en pierre de taille, sauf le corps de logis qui est en briques apparentes.
Dans les années 2010, son état s'était fortement dégradé. Elle a depuis été restaurée et divisée en plusieurs logements, sauf l'ancienne aile de service qui, instable, a été rasée. Plusieurs plaques émaillées et marquages bilingues d'époque « Magasin » « Salle d'attente de 1re et 2de classe » « Salle d'attente de 3meclasse », encore visibles, ont été sauvegardés ; la grande plaque au pignon de l'aile de service a migré vers celui de l'aile principale. Depuis la démolition de l'aile de service, le mur du grand corps central affiche trois séries de portes et fenêtres, ce qui semble être sa configuration d'origine.

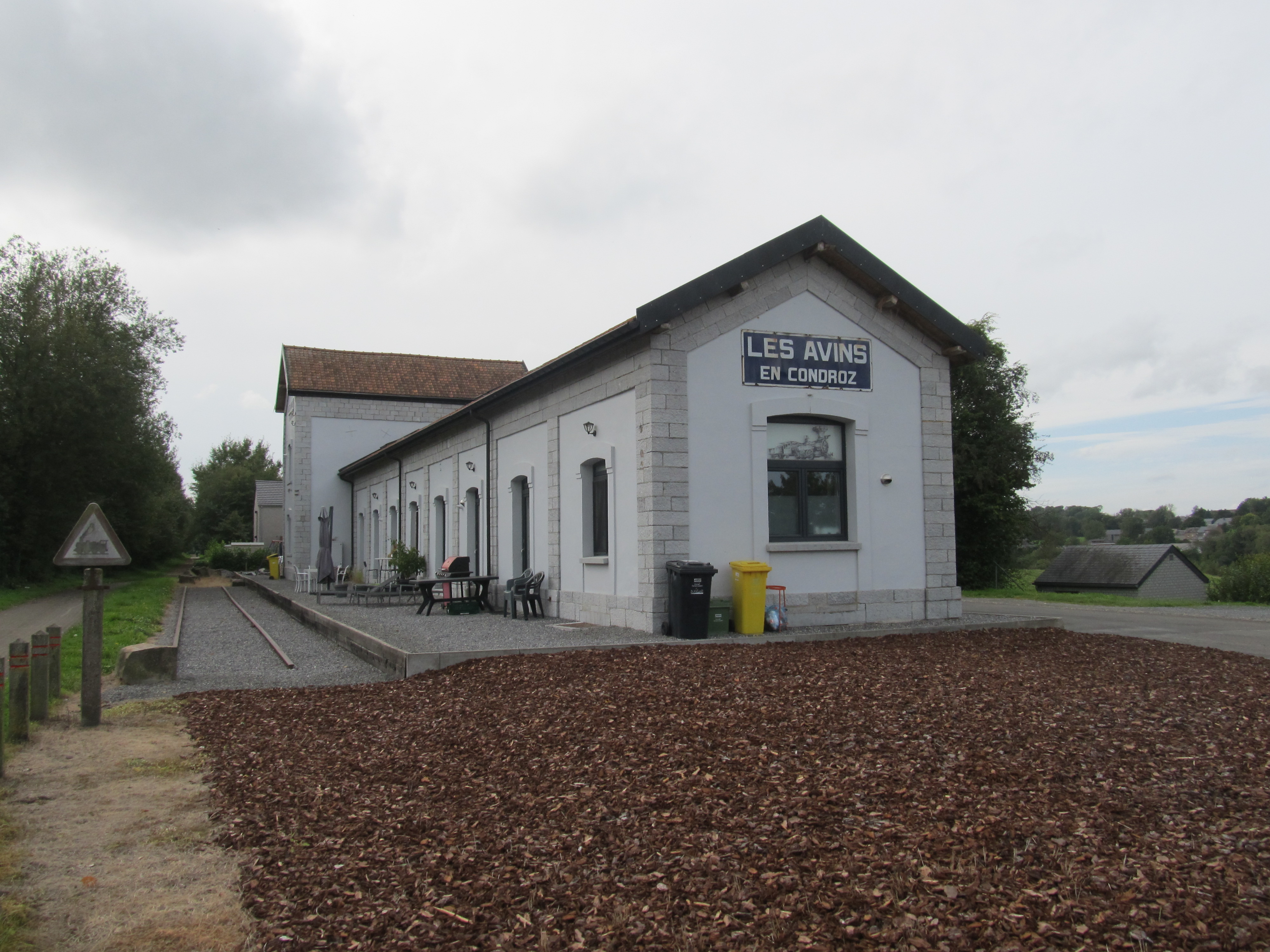
Bâtiment vu depuis le RAVeL.
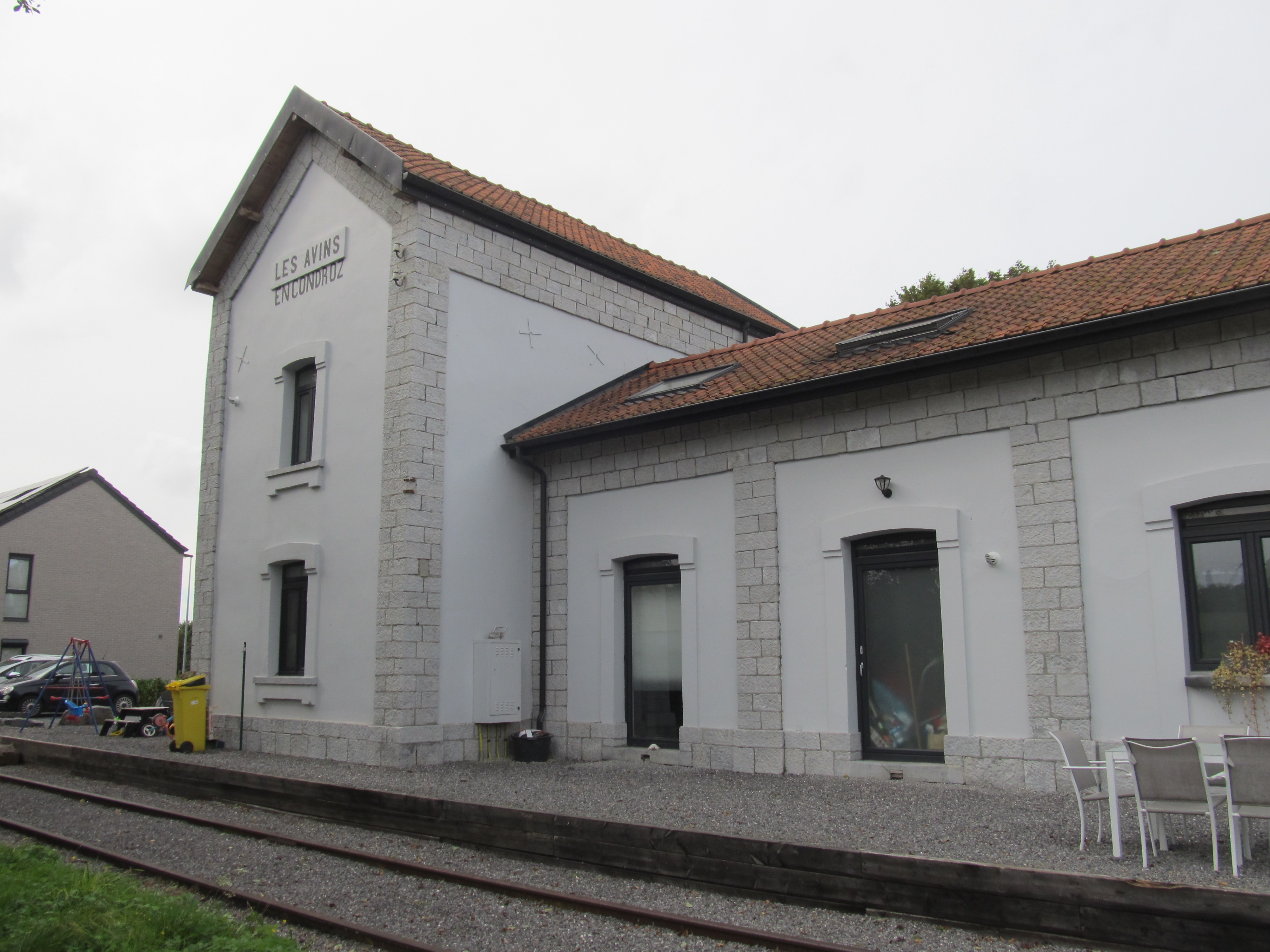
Corps de logis.
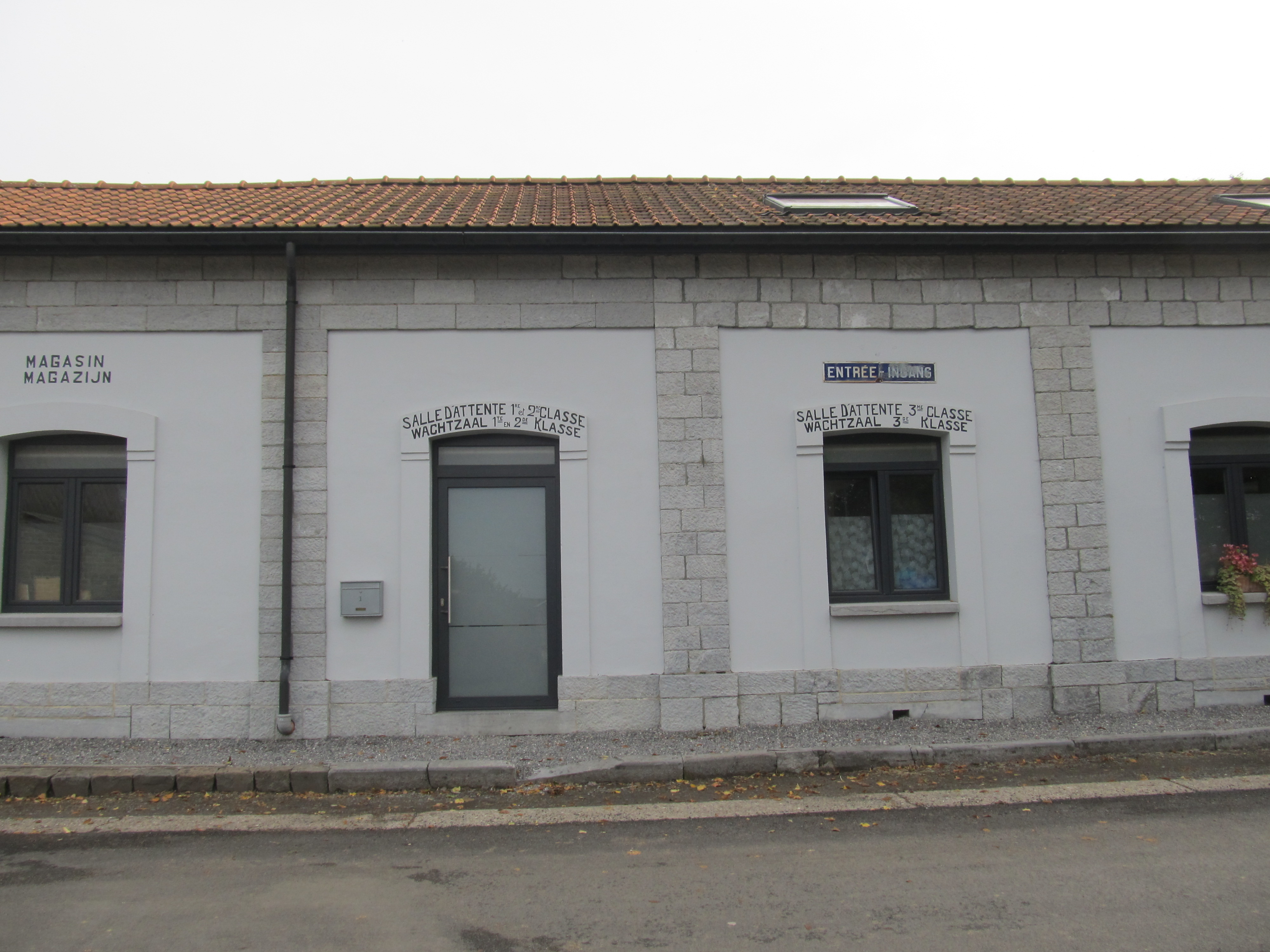
Marquages restaurés côté rue.
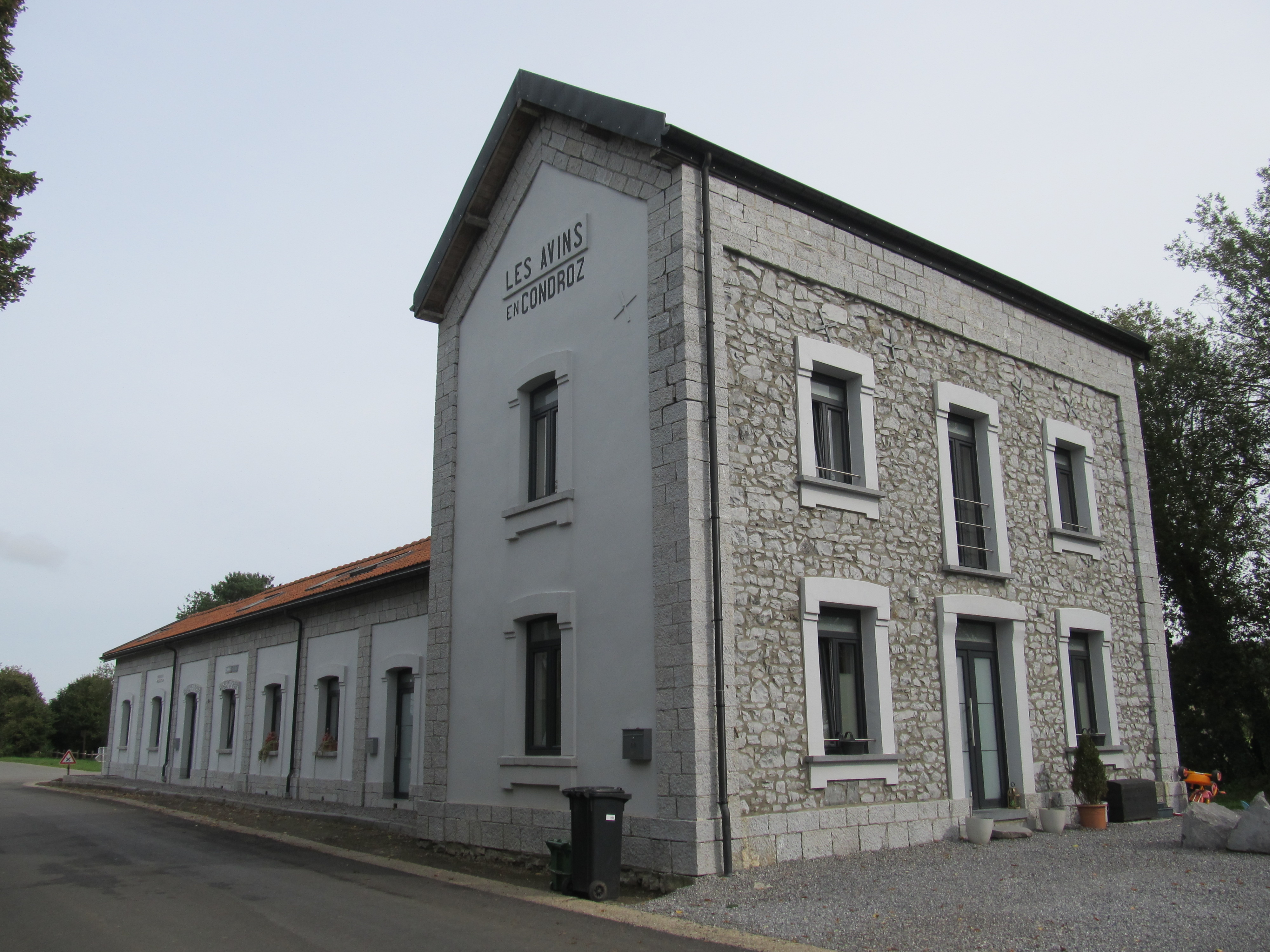
Corps de logis depuis la démolition de l'aile de service.